# Euphorbia barbicollis
Euphorbia barbicollis là một loài thực vật có hoa trong họ Đại kích. Loài này được P.R.O.Bally mô tả khoa học đầu tiên năm 1965.